# Pilosocereus pachycladus
Espèce
Statut CITES
Pilosocereus pachycladus est une plante succulente de la famille des Cactus.

## Description
Pilosocereus pachycladus pousse généralement comme un arbre et atteint des hauteurs de 2 à 10 mètres.
Les pousses droites, lisses, gris-vert à bleu-vert ont un diamètre de 5,5 à 11 centimètres et ont 5 à 19 côtés sillonnés transversalement près de l'extrémité des pousses.
Les épines translucides, d'abord jaune doré, deviennent ensuite grises. Les 1 à 12 épines centrales ascendantes à saillantes mesurent de 1 à 30 millimètres de long. Les 8 à 18 épines radiales étalées mesurent de 5 à 15 millimètres de long.
La partie fleurie des pousses est proche du sommet. Les fleurs très variables mesurent de 4 à 7 centimètres de long et ont un diamètre de 2,2 à 4,5 centimètres.
Les fruits sphériques se déchirent latéralement et contiennent une pulpe de couleur magenta.

## Culture
Pilosocereus pachycladus est une plante largement distribuée en jardinerie souvent en très jeunes plants de moins de 10 cm.
C'est une plante très facile de culture si on la garde au chaud (elle ne supporte pas ou mal les températures inférieures à 12 degrés). Il convient de l'arroser régulièrement en période de croissance et très peu voire pas du tout en hiver.
La multiplication se fait principalement par semis car le bouturage de cette espèce est difficile.

## Répartition
Nord-est du Brésil.

## Liste des sous-espèces
Selon Tropicos (8 juillet 2016) :
- sous-espèce Pilosocereus pachycladus subsp. pachycladus
- sous-espèce Pilosocereus pachycladus subsp. pernambucoensis (F. Ritter) Zappi